# Томас Пинчон
Томас Раглс Пинчон Млађи (енгл. Thomas Ruggles Pynchon, Jr.; Глен Коув, 8. маја 1937), амерички писац, култни аутор савремене (постмодернистичке) америчке прозе.

## Биографија
Одрастао је на Лонг Ајленду. У средњошколским годинама објављује прве приповетке у школском часопису и добија признање за „ученика генерације“. Провео је две године у ратној морнарици пре него што је дипломирао енглески језик на Универзитету Корнел. Током студирања похађао је и часове Владимира Набокова, који је тада предавао на том универзитету. Након што је објавио неколико новела крајем 1950-их и почетком 1960-их, започео је рад на романима по којима је данас најпознатији: В.V. (1963), Објава броја 49 (1966), Дуга гравитације (1973), Вајнленд (1990), Мејсон и Диксон (1997) и Против дана (2006).
Средином 1960-их потпуно се повукао из јавности а место његовог боравка је већ више од четири деценије непознато. Доступан је веома мали број његових фотографија, и све су из његове младости, тако да мало ко сем његових најближих пријатеља и сарадника зна како он данас изгледа.
Пинчона карактеришу дуге и сложене прозе и теме као што су чудна имена, незрео хумор, илегална употреба дрога, параноја, расизам, империјализам, религија, деконструкција... Његова белетристичка и публицистичка дела користе различите жанрове и покривају широк дијапазон тема, укључујућчи историју, науку и математику.
Многи читаоци и критичари сматрају да је Пинчон један од најбољих савремених писаца. Добитник је Мекартурове стипедније као и Националне књижевне награде, а често га називају редовним кандидатом за Нобелову награду за књижевност.

### Образовање и војна каријера
Пинчон је похађао средњу школу Ојстер Беј у Ојстер Беју, где је награђен као „ученик године” и допринео је кратким фикционим чланцима у својим школским новинама. Ови рани радови укључивали је неке од књижевних мотива и понављајућих тема које је користио током своје каријере: чудна имена, студентски хумор, употреба забрањених дрога и параноја.
Пинчон је завршио гимназију 1953. са 16 година. Те јесени почео је да похађа Универзитет Корнел на смеру инжењерске физике. На крају друге године уписао се да служи у Америчкој морнарици. Прошао је кроз обуку у кампу за обуку у Америчком поморском центру за обуку Бејнбриџ, Мериланд, а затим је прошао обуку за електричара у бази у Норфоку у Вирџинији. Године 1956, био је на разарачу УСС Ханк на Медитерану током Суецке кризе. Према сећањима његових пријатеља из морнарице, Пинчон је тада рекао да не намерава да заврши факултетско образовање.
Године 1957, вратио се на Корнел како би стекао диплому из енглеског језика. Његова прва објављена прича, „The Small Rain”, појавила се у часопису Cornell Writer марта 1959. године и описује стварна искуства пријатеља који је служио у војсци; касније, међутим, епизоде и ликови у Пинчоновој фикцији слободно се ослањају на његова лична искуства у морнарици. Његова кратка прича, „Mortality and Mercy in Vienna”, објављена је у пролећном издању магазина Epoch 1959. године.
Док је био на Корнелу, Пинчон је започео своја пријатељства са Ричардом Фарином, Киркпатриком Сејлом и Дејвидом Шецлајном. Пинчон је посветио своје дело Gravity's Rainbow Фарини, а такође би му је био и кум. Њих двојица су заједно водили оно што је Пинчон назвао „микро-култ” око Окли Халове новеле Warlock из 1958. Пинчон се касније присећао својих студентских дана у уводу који је написао 1983. године за Фаринин роман Been Down So Long It Looks Like Up to Me, који је први пут објављен 1966. Наводно је похађао предавања Владимира Набокова, који је тада предавао књижевност на Корнелу. Иако је Набоков касније рекао да се не сећа Пинчона, Набоковљева супруга Вера, која је оцењивала студентске радове свог мужа, прокоментарисала је да се сећа његовог препознатљивог рукописа као мешавине штампаних и курзивних слова, „пола штампе, пола писма“. Године 1958, Пинчон и Сејл су написали део или цео научно-фантастични мјузикл, Minstrel Island, који је приказао дистопијску будућност у којој IBM влада светом. Пинчон је стекао диплому са одликовањем као члан Фи Бета Капа у јуну 1959. године.

## Каријера

### Рана каријера
Након напуштања Корнела, Пинчон је почео да ради на свом првом роману: В. Од фебруара 1960. до септембра 1962. био је запослен као технички писац у Боингу у Сијетлу, где је састављао безбедносне чланке за Бомарк сервисне вести, билтен за подршку BOMARC ракета земља-ваздух коју су увеле у употребу Америчке ваздушне снаге. Пинчоново искуство у Боингу инспирисало је његове приказе корпорације „Јојодајн” у V. и The Crying of Lot 49, а његово познавање физике и стаж у области техничког новинарства стечен у Боингу дали су изобилну подлогу за Gravity's Rainbow. Када је објављен 1963. године, V. је освојио награду Вилијам Фолкнерове фондације за најбољи први роман године. (Он је био финалиста Националне награде за књигу.) Након што је дао отказ у Боингу, Пинчон је провео неко време у Њујорку и Мексику пре него што се преселио у Калифорнију, где је наводно био базиран током већег дела 1960-их и раних 1970-их, пре свега у стану у Менхетн Бичу, док је радио на ономе што ће постати веома цењено дело Gravity's Rainbow. Пинчон је током тог периода кокетирао са животним стилом и неким навикама контракултура Бит и хипи.
Негативан аспект који је Пинчон ретроспективно пронашао у хипи културном и књижевном покрету, како у облику ритмова 1950-их, тако и у облику поновног оживљавања 1960-их, био је тај што је „ставио превише акцента на младост, укључујући вечну разноликост“.
Године 1964, одбијена је његова пријава за студирање математике као апсолвент на Калифорнијском универзитету у Берклију. Године 1966, Пинчон је из прве руке написао извештај о последицама и наслеђу Ватсових немира у Лос Анђелесу. Насловљен „Путовање у Вотсов ум”, чланак је објављен у часопису The New York Times Magazine.

## Занимљивости
- Појавио се на снимању две епизоде Симпсонових, где је глас позајмио свом лику, који је носио кесу на глави.

## Књижевна дела

### Романи
- В. (1963)
- Објава броја 49 (The Crying of Lot 49, 1966)
- Дуга гравитација (Gravity's Rainbow, 1973)
- Вајнленд (Vineland, 1990)
- Мејсон и Диксон (Mason & Dixon, 1997)
- Против дана (Against the Day, 2006)
- Скривена мана (Inherent Vice, 2009)
- (2013)